# Ferulazuur
Ferulazuur is een van fenol afgeleid carbonzuur, dat als dusdanig of in estervorm in kleine hoeveelheden in veel planten voorkomt, waaronder dille, rijst en grassen. Het vormt ook een component van sommige polysachariden zoals arabinoxylaan. Ferulazuur speelt een rol bij de synthese van lignine in de celwanden van de planten. De naam verwijst naar het plantengeslacht Ferula.
De aanwezigheid van een dubbele binding in de structuur maakt dat er zowel een cis- als trans-isomeer bestaat.

## Toepassingen
Ferulazuur kan gebruikt worden als aromastof in voedingsmiddelen, of als antimicrobieel ingrediënt in cosmetica.
Een van de afbraakproducten van ferulazuur door bepaalde bacteriën is vanilline. Hiervan wordt gebruikgemaakt bij de biotechnologische productie van vanilline: eugenol (uit kruidnagelolie) kan door micro-organismen omgezet worden in ferulazuur en vervolgens in vanilline.
Ferulazuur, als dusdanig of als component van een suiker, kan met behulp van het enzym peroxidase uit mierikswortel, proteïnen en suikers verbinden (cross-linking) via het aminozuur tyrosine. De binding die ferulazuur met tyrosine kan aangaan zou ook van pas kunnen komen bij de bestrijding van hersenziekten als de ziekte van Alzheimer of de ziekte van Parkinson.